# Jenny Nelson
Jenny Nelson est professeur de physique au Blackett Laboratory et chef de l'équipe d'atténuation du changement climatique au Grantham Institute - Climate Change and Environment à l'Imperial College de Londres ,,,.

## Éducation
Nelson a fait ses études à l'Université de Cambridge  et à l'Université de Bristol où elle a obtenu son doctorat en 1988 pour des recherches sur l'optique des amas fractals supervisée par Michael Berry  .

## Recherche et carrière
Les recherches de Jenny Nelson  sont consacrées à la caractérisation des matériaux utilisés pour construire et améliorer les dispositifs photovoltaïques, qui convertissent l'énergie du Soleil en électricité. Elle applique une gamme d'outils qui incluent des modèles physiques, des simulations et des expériences pour optimiser les performances de tels dispositifs grâce à leurs matériaux composites ,.
Au cours des vingt-cinq dernières années, Nelson a travaillé avec de nombreux types de matériaux de conversion d'énergie, allant des matériaux moléculaires aux matériaux inorganiques tels que les oxydes nanocristallins et les hybrides organiques-inorganiques. Elle utilise des informations décrivant les propriétés électroniques, optiques et structurelles de ces matériaux pour éclairer la conception de ses appareils, une approche qui a suscité un vif intérêt de la part de l'industrie.
Depuis 2010, Nelson étudie également le potentiel des technologies photovoltaïques pour réduire la quantité de dioxyde de carbone émise lors de la production d'électricité, réduisant ainsi l'impact sur le changement climatique. Elle est l'auteur d'un manuel, The Physics of Solar Cells .
Les recherches de Nelson se sont concentrées sur le développement de descriptions physiques détaillées de nouveaux matériaux nanostructurés ou désordonnés (électronique organique), la validation quantitative des résultats des modèles par rapport aux données expérimentales et, surtout, l'application de la physique pour relever les défis de l'approvisionnement énergétique, notamment dans le domaine de la conversion d'énergie photovoltaïque. Son travail sur la compréhension fonctionnelle des matériaux et des dispositifs photovoltaïques organiques est au centre de ses préoccupations depuis 2000.
Nelson est classée par l'Institute for Scientific Information parmi les 100 meilleurs scientifiques des matériaux au monde sur la base de l'impact (citations par article) de ses articles de revue publiés entre 2000 et 2010 .
En 2013, Nelson a rejoint le programme Sêr Cymru du gouvernement gallois, une initiative de 50 millions de livres sterling visant à améliorer les capacités de recherche solaire au Pays de Galles. Parallèlement à sa chaire à l'Imperial College de Londres, Nelson est co-chaire Sêr Cymru et professeur de physique à SPECIFIC, Swansea University . SPECIFIC est situé au Centre d'innovation et de connaissances du Baglan Energy Park, et l'initiative est largement célébrée comme un phare pour les progrès de la science galloise.